# Брага, Адемар
Адемар да Силва Брага (порт. Ademar da Silva Braga; 8 января 1945 года, Рио-де-Жанейро, Бразилия) — бразильский футбольный тренер.

## Биография
После получения образования в сфере физического воспитания будущий Адемар Брага был зачислен в качестве помощника тренера по физической подготовке в клубе «Васко да Гама». Долгое время он входил в его штаб и даже временно руководил командой. В девяностые годы специалист уехал в Азию, он трудился в Кувейте и являлся одним из наставников «Сересо Осаки».
В 1999 году бразилец начал самостоятельную тренерскую карьеру в китайском «Шэньян Хайши». По итогам единственного сезона под руководством Браги команда заняла одиннадцатое место в местной Суперлиги. В конце 2000 года Брага стал наставником сборной Ирана. Наставник провел с национальной командой всего три матча и во всех них одержал победу. Однако даже стопроцентный результат не убедил Федерацию футбола Ирана, решившей заменить малоизвестного бразильского специалиста на титулованного хорватского тренера Мирослава Блажевича.
После возвращения на родину Адемар Брага входил в штаб «Коринтианс», а весной 2006 года в течение двух месяцев даже возглавлял легендарный клуб. Позднее он ассистировал наставнику клуба «Мирасол» и самостоятельно работал с «Америкой» из Рио-де-Жанейро.